# Euphorbia aggregata
Euphorbia aggregata ist eine Pflanzenart aus der Gattung Wolfsmilch (Euphorbia) in der Familie der Wolfsmilchgewächse (Euphorbiaceae).

## Beschreibung
Die sukkulente Euphorbia aggregata ist ein Zwergstrauch, der durch mehrfache Verzweigung des Hauptsprosses und der Zweige auf Bodenniveau ein flaches Polster bis 7,5 cm Höhe bildet. Die aufrechten Zweige messen 2 bis 3 cm im Durchmesser und sind im Querschnitt acht- bis neunkantig. Die Seiten der Triebspitzen sind mit dreieckigen Gruben durchsetzt, die im Alter herauswachsen. Frische Triebe sind grasgrün, ältere Abschnitte werden braun.
Die Dornen sind einzeln und ungleichmäßig auf den Kanten verteilt. Sie bestehen aus verholzten Blütenstielen von 6 bis 8 mm Länge. Anfangs sind die Dornen rötlich oder purpur, im Alter werden sie bräunlich. Die rudimentären Blätter sind sehr kurzlebig. Die circa 6 bis 8 mm lang gestielten, eingeschlechtlichen Cyathien sind dunkel purpurrot oder grün und sitzen einzeln an den Zweigenden.

## Verbreitung und Systematik
Euphorbia aggregata ist in der südafrikanischen Provinz Ostkap verbreitet.
Euphorbia aggregata gehört zur Sektion Anthacanthae der Untergattung Athymalus. Die Erstbeschreibung erfolgte 1906 durch Alwin Berger. Manche Autoren verwenden Euphorbia aggregata A.Berger als Synonym von Euphorbia pulvinata Marloth.  Es werden folgende Varietäten unterschieden:
- Euphorbia aggregata var. aggregata
- Euphorbia aggregata var. alternicolor (N.E.Br.) A.C.White